# Planomicrobium koreense
Planomicrobium koreense ist eine Art von Bakterien. Die Art zählt zu den Firmicutes. Planomicrobium koreense wurde aus koreanischen fermentierten Meeresfrüchten Jeotgal isoliert. Hier wurden auch die neuen Arten Jeotgalicoccus psychrophilus und Jeotgalicoccus halotolerans gefunden.

## Merkmale

### Erscheinungsbild
Die Zellen sind kokkoid oder kurze Stäbchen. Nach einiger Zeit verändern sich auch die kokkoiden zu Stäbchen. Sie sind durch ein polares Flagellum beweglich. Die Kolonien zeigen eine gelb-orange Färbung.

### Wachstum und Stoffwechsel
Wachstum erscheint bei Temperaturen zwischen 4 und 38 °C, optimales Wachstum bei 20–30 °C. Der pH-Wert bei dem Wachstum möglich ist, liegt zwischen 5,5 und 10, bestes Wachstum findet bei Werten zwischen pH 7,0 und 8,5 statt. Bei NaCl-Gehalt von 0 bis 6 % findet Wachstum statt, bei 7 % tritt nur noch schwacher Wachstum auf, ab mehr als 8 % findet keiner mehr statt. Optimaler NaCl-Gehalt liegt bei 1 bis 4 %. Nitrat wird nicht reduziert.
Der Katalase-Test fällt positiv aus, der Oxidase- und Uredase-Test verläuft negativ.
Aesculin, Casein und Gelatine werden hydrolysiert. Tests auf die Hydrolyse von Arbutin,
Elastin, Stärke und Polysorbat 80 (Tween 80) verlaufen hingegen negativ.

### Chemotaxonomische Merkmale
Sie sind grampositiv, im Alter kann aber auch der Gram-Test negativ ausfallen (gramvariabel). Der GC-Gehalt in der DNA liegt bei 47 Mol-Prozent. Die überwiegende Menachinone sind MK-8, MK-7 und Mk-6. Der Peptidoglycan-Typ ist A4α, vom Typ L-Lys-D-Glu.

## Systematik
Planomicrobium koreense zählt zu der Familie Planococcaceae. Sie ist die Typusart ihrer Gattung und wurde im Jahr 2001 erstmals beschrieben.